# Сан-Луис-ду-Куру
Сан-Луис-ду-Куру (порт. São Luís do Curu)  —  муниципалитет в Бразилии, входит в штат Сеара. Составная часть мезорегиона Север штата Сеара. Входит в экономико-статистический  микрорегион Медиу-Куру. Население составляет 12 153 человека на 2006 год. Занимает площадь 122,420 км². Плотность населения — 99,3 чел./км².

## История
Город основан 22 ноября 1951 года. 

## Статистика
- Валовой внутренний продукт на 2003 составляет 21.514.997,00 реалов (данные: Бразильский институт географии и статистики).
- Валовой внутренний продукт на душу населения на 2003 составляет 1.815,31 реалов (данные: Бразильский институт географии и статистики).
- Индекс развития человеческого потенциала на 2000 составляет 0,650 (данные: Программа развития ООН).